# Pampa del Lari
Pampa del Lari är en slätt i Argentina, på gränsen till Chile. Den ligger i den norra delen av landet, 1 500 km nordväst om huvudstaden Buenos Aires.
Trakten runt Pampa del Lari är ofruktbar med lite eller ingen växtlighet. Trakten runt Pampa del Lari är nära nog obefolkad, med mindre än två invånare per kvadratkilometer.